# 弗勒迪拉鄉
44°00′N 24°24′E / 44.000°N 24.400°E
弗勒迪拉鄉（羅馬尼亞語：Comuna Vlădila, Olt），是羅馬尼亞的鄉份，位於該國南部，由奧爾特縣負責管轄，面積25平方公里，海拔高度85米，2007年人口2,105，人口密度每平方公里84人。